# Gewerkschaft der Sozialverwaltung
Die GdV – Gewerkschaft der Sozialverwaltung (ehemals der Versorgungsverwaltung) ist die Fachgewerkschaft im dbb deutschen beamtenbund für den Bereich der Versorgungsverwaltungen der Länder und der mit diesen verbundenen Landessozialverwaltungen.
Die GdV bezweckt die Vertretung und Förderung der berufspolitischen, berufsrechtlichen und fachlichen Belange ihrer Mitglieder. Im Rahmen dieser Belange vertritt sie auch die Interessen ihrer Mitglieder bei allen Maßnahmen, die den Verwaltungsablauf in der Kriegsopferfürsorge berühren.